# Fratres
Fratres (Frères en latin) est une œuvre du compositeur estonien Arvo Pärt conçue initialement (en 1977) comme une musique à trois voix et sans instruments déterminés. Cette première version a engendré à ce jour dix-sept versions pour différents effectifs instrumentaux et qui sont regroupées en deux familles : sept versions de la musique à trois voix originale et dix versions avec les variations solo.
Fratres est une des œuvres les plus connues et jouées du compositeur ainsi qu'une pièce très fréquemment utilisée comme support musical d'œuvres audiovisuelles (film, série et documentaire).

## Historique
Arvo Pärt change radicalement de style musical en 1976 avec la pièce Für Alina qui dévoile une nouvelle écriture épurée, se rapprochant du mouvement minimaliste, et qui sera plus tard qualifiée par l'auteur de style tintinnabuli. Après la mort de Benjamin Britten en 1976, Pärt qui venait de découvrir le compositeur britannique est touché par sa disparition et compose d'une part le Cantus in memoriam Benjamin Britten et d'autre part Fratres (qui signifie frères en latin), en une sorte d'union musicale et spirituelle entre les deux compositeurs.
L'œuvre est créée par l'ensemble estonien de musique ancienne Hortus Musicus. La version pour violon et piano de 1980 est dédiée au violoniste letton Gidon Kremer et à la pianiste Elena Bashkirova et a été créée par ses dédicataires le 17 août 1980 lors du festival de Salzbourg.
Les versions de Fratres les plus jouées et connues sont celles pour orchestre à cordes et percussions ainsi que pour violon et piano.

## Structure
Fratres est structuré en neuf itérations mélodiques, du très aigu au médium. Un motif initial aux percussions sert également de transition (claves et grosse caisse ou piano) sur un bourdon des notes la et mi. La voix principale joue un accord parfait mineur la-do-mi.
Le thème est fortement inspiré du mouvement Le Coucou au fond des bois[réf. nécessaire], tiré du Carnaval des animaux de Camille Saint-Saëns (1886).
Les autres voix utilisent une échelle avec une seconde augmentée et qui peut être considérée comme étant la gamme de ré mineur harmonique. Le motif mélodique est long de six mesures ; la seconde moitié est la simple transposition de la première. Il est constitué de six phrases, six boucles qui tournent autour de la note de départ avant d'y retourner, mais plus longues et semblant s'en éloigner de plus en plus (8, 10, 12, 8, 10, 12 pulsations). Ce motif mélodique est répété neuf fois, mais transposé chaque fois d'une tierce mineure descendante (mi5, do#5, la4, fa4, ré4, si b3, sol3, mi3, do#3). Le motif rythmique d'ouverture aux percussions est entendu entre chacune des neuf itérations mélodiques. La répétition de ce motif et la permanence du bourdon jouent un rôle crucial dans l'articulation de l'activité harmonique-mélodique, et c'est le contraste entre ces deux éléments distincts (bien que les deux suggèrent la permanence chacun à sa manière) qui donne à cette œuvre, selon Paul Hillier, « son éloquence remarquable ».

### Différentes versions instrumentales
L'ensemble des versions existantes à ce jour est composé comme suit :
- Versions de la musique originale à trois voix

1. orchestre de chambre (1977)
2. quatre, huit ou douze violoncelles (1982)
3. quatuor à cordes (1989)
4. octuor à vent et percussions (1990)
5. orchestre à cordes et percussions (1991)
6. orchestre de cuivres (2004)
7. trois flûtes à bec, percussions et violoncelle ou viole de gambe (2009)

- Versions de la musique à trois voix avec variations solo

1. violon et piano (1980)
2. violoncelle et piano (1989)
3. violon, orchestre à cordes et percussions (1992)
4. trombone, orchestre à cordes et percussions (1993)
5. violoncelle, orchestre à cordes et percussions (1995)
6. guitare, orchestre à cordes et percussions (2000)
7. alto et piano (2003)
8. quatre percussionnistes (2006)
9. alto, orchestre à cordes et percussions (2008)
10. quatuor de saxophones (2010)

## Utilisation dans les arts
- En 1992, la chorégraphe Ingeborg Liptay crée le solo Terre du ciel avec Cantus in memory of Benjamin Britten et Tabula Rasa
- En 2007, le chorégraphe et danseur étoile Kader Belarbi utilise Fratres dans sa chorégraphie Entrelacs avec le Ballet national de Chine[9], puis en 2013 dans Rythmes de danse pour le ballet du Capitole de Toulouse.
- En 2008, le film There Will Be Blood de Paul Thomas Anderson utilise à plusieurs reprises des mesures de Fratres.
- En 2011, la chorégraphe Ingeborg Liptay crée la pièce NuageAnge (Trio) avec Fratres[10].
- En 2011, la chorégraphe Michèle Anne De Mey et le metteur en scène Jaco Van Dormael utilisent Fratres et également Cantus in memoriam Benjamin Britten dans leur spectacle Kiss and Cry.
- En 2012, le film The Place Beyond the Pines utilise Fratres pour cordes et percussion dans sa bande originale
- En 2013, le film Violette retraçant la vie de Violette Leduc inclut Fratres dans sa bande originale.
- En 2014, la série Rectify utilise Fratres dans le finale de la saison 2.
- En 2015, le film El club de Pablo Larraín utilise Fratres pour cordes et percussion dans sa bande originale
- En 2016, le film Le Mystère Jérôme Bosch de José Luis López-Linares, consacré à l'étude du Jardin des délices de Jérôme Bosch, inclut Fratres dans sa bande originale.
- En 2017, le film Félicité d'Alain Gomis, où l'œuvre est arrangée et exécutée par l'Orchestre symphonique kimbanguiste de Kinshasa[11].
- En 2022, le film Revoir Paris d'Alice Winocour, utilise Fratres dans la scène d'ouverture.

## Discographie sélective
- Fratres, version pour 12 violoncelles ou piano et violon, par les violoncellistes de l'orchestre philharmonique de Berlin, Gidon Kremer, Keith Jarrett, chez ECM Records no 1275, 1984.
- Fratres, l'intégrale des six dernières versions par l'orchestre de l'Opéra national hongrois, chez Naxos, CD no 8.553750, 1995.
- Fratres, toutes versions, par I Fiamminghi dirigé par Rudolf Werthen, Telarc, 1995.
- Fratres, version pour orchestre à cordes et percussions, sur l'album Summa par le Tapiola Sinfonietta dirigé par Jean-Jacques Kantorow, chez BIS Records, no 384, 1996.
- Fratres, version pour orchestre à cordes et percussions (1983), sur l'album Collage par le Philharmonia Orchestra dirigé par Neeme Järvi, chez Chandos, 1993.
- Fratres, version pour violon et piano, par Damien Pardoen et Stéphane de May, XXIst Century Performers, Fibonacci Productions, 2007.